# Udręka życia (Teatr Telewizji)
Udręka życia – spektakl Teatru Telewizji w reżyserii Jana Englerta, wyemitowany po raz pierwszy 9 grudnia 2013 roku. Stanowi inscenizację sztuki izraelskiego dramaturga Hanocha Levina pod tym samym tytułem, a ściślej rejestrację telewizyjną przedstawienia wystawianego od 16 grudnia 2011 w Teatrze Narodowym w Warszawie. Wersja telewizyjna została zrealizowana w oryginalnych wnętrzach Teatru Narodowego, lecz bez udziału publiczności. 

## Obsada
- Janusz Gajos jako Jona
- Anna Seniuk jako Lewiwa
- Włodzimierz Press jako Gunkel

## Nagrody
Spektakl otrzymał dwie nagrody na Festiwalu Dwa Teatry w 2014 roku:
- nagrodę aktorską dla Anny Seniuk
- nagrodę za muzykę dla Stanisława Radwana[1]